# 完顏杲 (應國公)
完颜杲（？—1150年11月19日），本名撒離喝，又作撒离曷、撒里曷。金朝宗室、开国功臣，金安帝完颜跋海六世孫，胡鲁补山之子。
撒離喝骁勇有才，被太祖完颜阿骨打喜爱，侍从军中。天會五年（1127年），从完颜宗翰率军伐北宋，攻克开封府，俘虏宋徽宗、宋钦宗。受命定河北，攻克雄州，击败真定义军。天會六年（1128年），攻打陕西，经营渭河以西，攻克德顺军、泾原路镇戎军，攻取保川城。天會七年（1129年），攻克宁洮寨、安隆寨、河州、乐州，至西宁州，尽降其都护官属，收降木波族长等。天會九年（1131年），攻克庆阳、环州，陕西平，奉命总兵在要冲屯驻。天會十年（1132年），收服剑外十三州，在沙会泊击败宋朝王彦七千军队。攻克金州。天會十一年（1133年），在饶峰关、固镇击败宋军。天會十四年（1136年），为元帅右监军。天眷三年（1140年），从河中至陕西，在凤翔、泾州、渭州与宋军作战，为右副元帅。
皇統三年（1143年），封应国公。因久握兵在外，深得军心。天德二年（1150年），完颜亮即位後，猜忌撒離喝，命他为行台尚书左丞相兼左副元帅，罢除军权。天德二年（1150年）十月，元帅府的令史受密旨，假造契丹小字家书，诬告撒離喝谋反。撒離喝父子在汴京被杀，全家灭族。他善写契丹文，唐乾陵的《都统郎君行记》题识，是他的手迹。大定初年，追复原爵。大定三年（1163年），金世宗追封他为金源郡王，谥号莊襄。